# Бахар-е-Азади (монета)

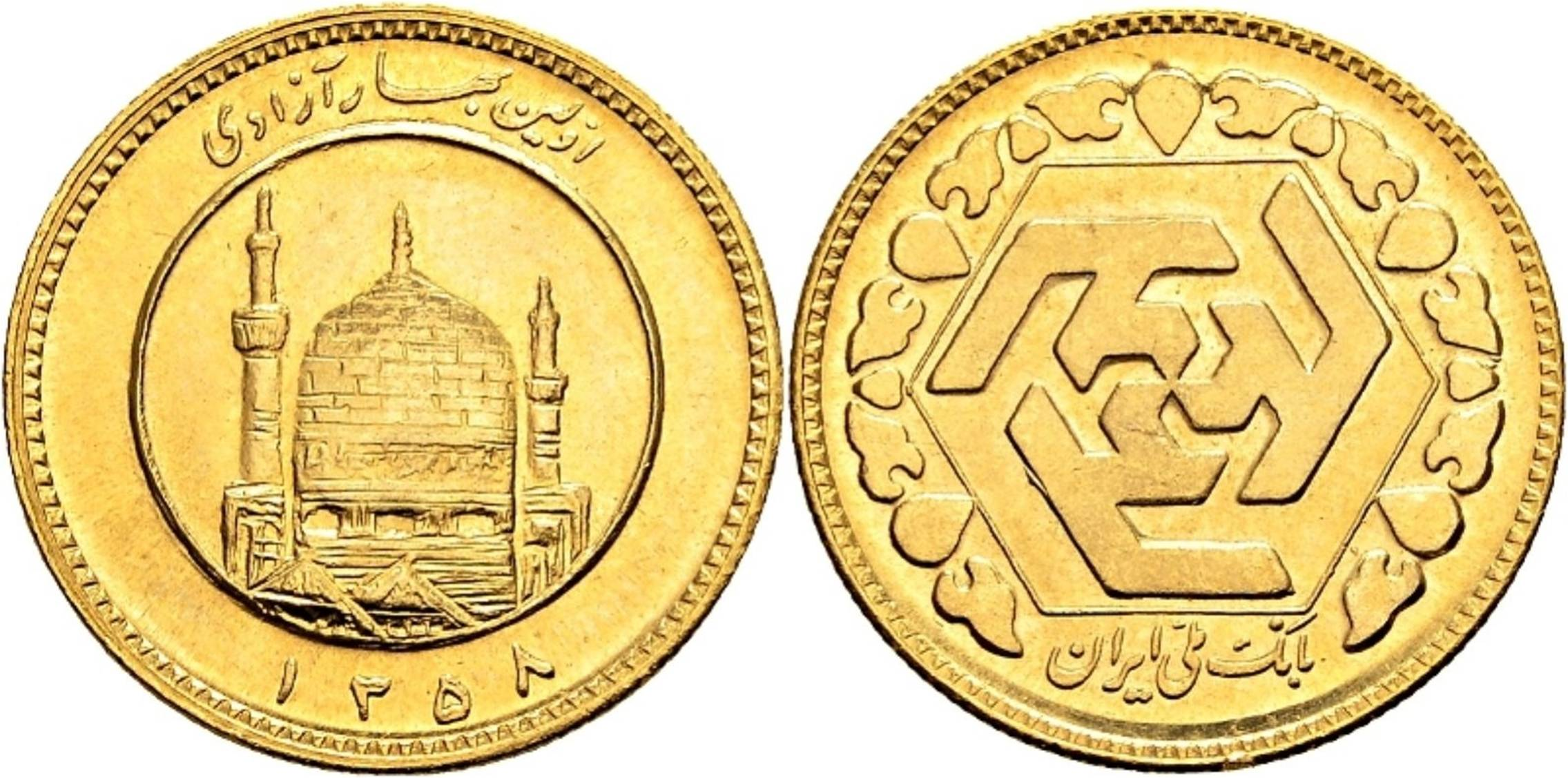
Первая монета Бахар-е-Азади "Первая весна свободы"; отчеканена в 1979 году.

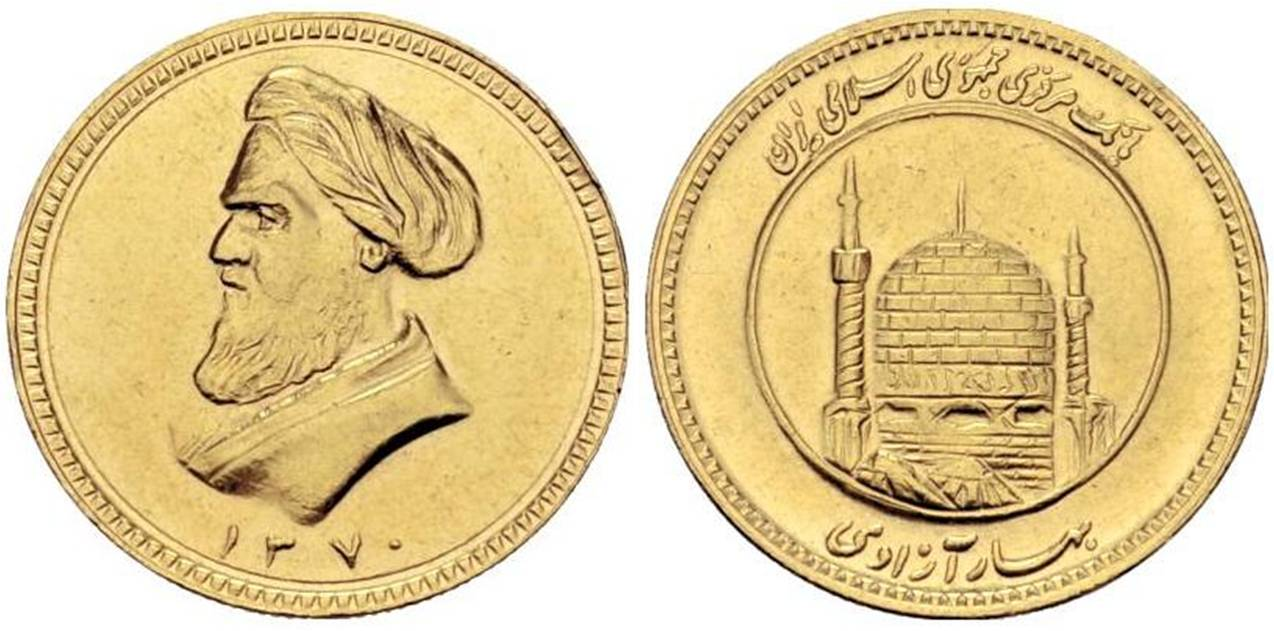
Первая монета Бахар-е-Азади с портретом Рухоллы Хомейни; чеканилась только в 1991 году.

Монета Бахар-е-Азади («весна свободы», перс. سکه بهار آزادی‎) — инвестиционные золотые монеты, выпускаемые в Исламской республике Иран. Выпуск начался в 1979 году по случаю и в честь годовщины победы исламской революции 1978 года. Монета имеет два различных образца и несколько разных размеров. Проба золота как для старого образца, так и для нового, составляет 900. Обычно каждый год монетный двор Центрального банка ИРИ чеканит монеты и поставляет их на рынок через коммерческие банки или лицензированные обменные пункты. Монеты продаются оптом и в розницу по текущей цене золота на день продажи. Золотую монету используют как подарок, махр (имущество, которое мужчина передает женщине во время заключения брака), премию для государственных служащих, а также для капитальных инвестиций и сбережений.

## Исторические золотые монеты Персии

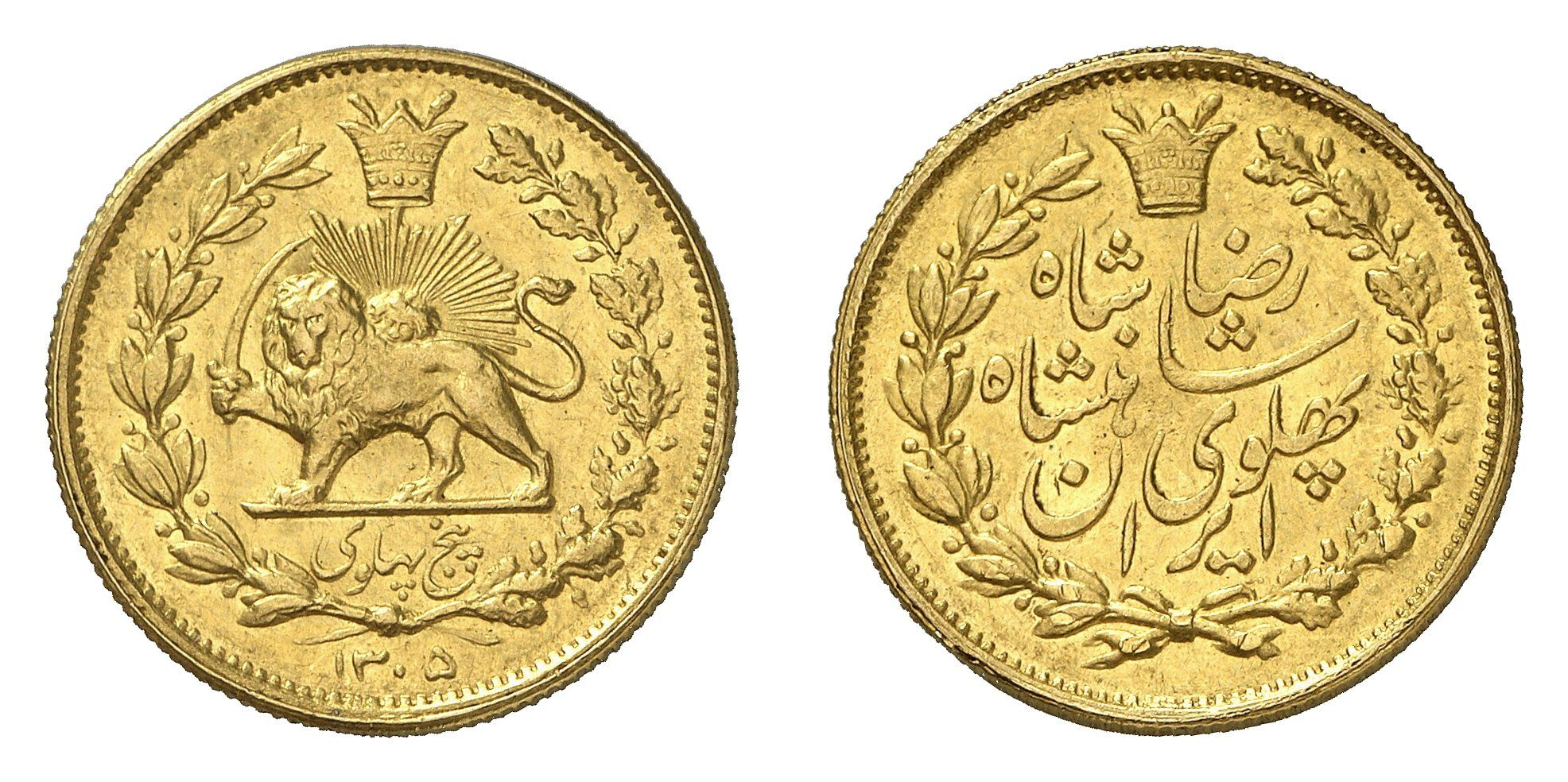
Золотые монеты номиналом пять пахлави. Отчеканены в 1305 году по солнечному календарю, что соответствует 1926 году нашей эры (время правления Резы Шаха Пехлеви). На аверсе выгравировано имя Резы-Шаха Пехлеви, а на реверсе — знак Льва и Солнца.

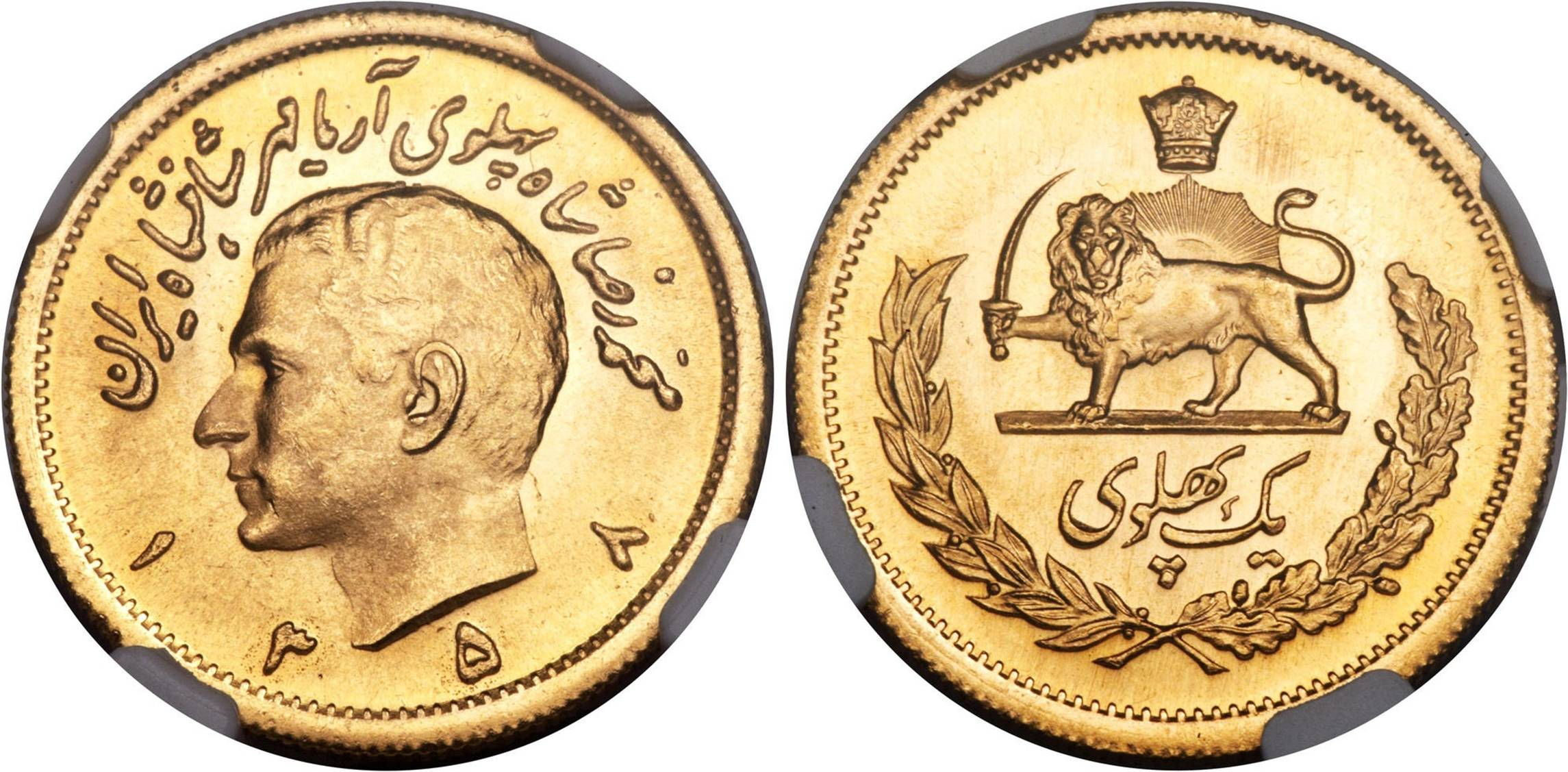
Последняя монета Пахлави 1978 года, датированная 1979 годом.

Историю чеканки золотых монет в Иране можно проследить от времен правления Дария Великого, царя из династии Ахеменидов (от 521 до 476 года до н.  е.). Самые ценные монеты имели название дарик и содержали 8,41 грамма золота. Ещё одна монета того периода называлась шиглу и содержала 8,6 грамма серебра. За одну шиглу можно было купить овцу, а 1 дарик разменивался на 20 шиглу. Эту восьмиграммовую золотую монету продолжали чеканить в течение всей последующей истории Ирана под разными именами. При династии Пехлеви она имела название пехлеви, а после Исламской революции 1978 года сменила название на Бахар-е Азади.

## Разновидности монет Бахар-е Азади
- С точки зрения формы монеты имеют две разновидности: «старого дизайна» (с 1979 до 1991 года) и «нового дизайна (эмами)» (от 1991 года до сих пор).[1]
- С точки зрения размера существуют монеты номиналом «четверть», «половина», «один» (или «целый»), «два с половиной» и «пять».[2]

## История
Монеты начали выпускаться после революции 1978 года по предложению Министерства экономики и финансов , и с одобрения и по поручению премьер-министра переходного правительства по случаю и в честь первой весны победы революции. С тех пор и до сих пор монета Бахар-е Азади имела два различных дизайна:

### С 1979 по 1991 год (старый дизайн)
На аверсе этой монеты, выпущенной в честь Али ибн Абу Талиба, имя Али написано шесть раз шрифтом «баннаи» внутри шестиугольника, под которым находится текст «Национальный банк Ирана». На реверсе изображен Мавзолей Имама Резы, над которым надпись «первая весна свободы», а снизу число 1358 — год начала выпуска монеты по иранскому календарю. Монеты такого дизайна выпускали до 1991 года.

## С 1991 года по настоящее время (новый дизайн)
Чеканка и распространение монет Бахар-е Азади нового дизайна, известных под названием «эмами», началась в 1991 году и продолжается до сих пор. Согласно статье 5 «Закона о способах сохранения наследия и памяти Рухоллы Хомейни» Центральный банк Ирана должен был изобразить на аверсе монеты Бахар-е Азади портрет основателя ИРИ. Поєтому, по предложению Центрального банка и с одобрения Министерства экономики и финансов, а также ссылаясь на пункт 2 "Закона о поправках к Закону о чеканке золотых монет, кабинет министров на своем заседании от 9 июня 1991 года (относительно изменения дизайна монет Бахар-э Азади) постановил:
Центральный банк Исламской Республики Иран позволяет по случаю второй годовщины смерти Рухоллы Хомейни отчеканить памятную монету один Бахар-е Азади с приведенными ниже характеристиками и в соответствии с образцами института президентства:
1. Золото имеет 900-ю пробу;
2. Вес монеты: 8,13598 г;
3. Диаметр монеты: 22 мм;
4. На аверсе монеты имеется изображение Рухоллы Хомейни, а снизу год чеканки (1370);
5. На реверсе монеты изображена могила Али Ибн Мусы Аль-Резы, восьмого лидера шиитов, над которым сверху присутствует надпись «Центральный банк Исламской Республики Иран», а снизу «весна свободы».

Обязательство исполнить вышеуказанное постановление возлагалось на Центральный банк Исламской Республики Иран. Таким образом, на вторую годовщину смерти Рухоллы Хомейни дизайн монеты Бахар-е Азади изменился и с тех пор (с 1991 года до сих пор) монеты чеканятся согласно тому же постановлению. Это касается монет номиналом «четверть» и «половина».
Обычно каждый год на основании лицензии, которую имеет Центральный банк ИРИ, его монетный двор чеканит монеты разного номинала. Согласно статистике, объявленной в 2007 году, к тому времени в стране было отчеканено около 40 миллионов монет.
Производство золотых монет в стране запрещено любым способом, кроме как через Центральный банк ИРИ.

## Характеристики монеты Бахар-е Азади
Характеристики монеты Бахар-е Азади совпадают с описанием в «Законе о золотых монетах», а также в «Законе о поправках к Закону о золотых монетах». Согласно статье 2 закона 1958 года они имеют круглую форму. Согласно статье 4 того же закона золото этих монет имеет 900-ю пробу, а остальные 10 процентов материала составляет медь или сплав из серебра и меди.
| Номинал         | Общая масса (г) | Масса чистого золота (г) |     | Диаметр (мм) | Проба | В каратах |
| --------------- | --------------- | ------------------------ | --- | ------------ | ----- | --------- |
| Четверть        | 2,03325         | 1,8305955                | 10  | 16           | 900   | 21,6      |
| Половина        | 4,0665          | 3,661191                 | 5   | 19           | 900   | 21,6      |
| Один            | 8,13598         | 7,322382                 | 2,5 | 22           | 900   | 21,6      |
| Два с половиной | 20,3325         | 18,305955                | 2,5 | 30           | 900   | 21,6      |
| Пять            | 40,665          | 36,611910                | 2   | 40           | 900   | 21,6      |

Золотая монета 1 азади, выпущенная в 1994 году (1373 год Солнечной Хиджры), аверс.
Золотая монета 1 азади, выпущенная в 1994 году (1373 год Солнечной Хиджры), реверс.

## Применение золотых монет
- Подарок — золотые монеты используются как подарки на торжествах, вечеринках, национальных и религиозных праздниках, свадьбах, как пожертвования и как награды на спортивных конкурсах и научных олимпиадах, а также в других случаях.[15] Празднования — важнейшие события, во время которых обычно дарят монеты. Учитывая особое место золота в иранском обществе, дарение монет является более привлекательным, чем денег и других вещей.[16]
- Премия для государственных служащих — согласно указу кабинета министров от 2008 года, все государственные учреждения могут выдавать своим работникам премию в виде монет Бахар-е азади, а не наличных денег.[17] Центральный банк по текущему курсу направляет монеты министерствам, государственным учреждениям и компаниям, которые решили выдавать своим работникам премию в виде монет.[18] Выплата монет вместо денег является одним из вариантов контроля ликвидности, которая объявляется в конце года. По словам Махмуда Бахмани, руководителя центрального банка, такой подход позволяет достичь трех целей: во-первых, премия работникам выплачивается, во-вторых повышение предложения со стороны персонала позволяет регулировать цену на этот товар в преддверии праздников, в-третьих, поскольку золото не подвергается инфляции, то в таком виде люди могут накапливать сбережения, а не сразу же тратить.[19]
- Махр (имущество, которое муж выделяет жене при заключении брака) — во многих случаях основу махра при заключении брака составляют золотые монеты. Исследования показывают, что в среднем махр иранских женщин составляет от 260 до 350 золотых монет.[20][21][22] Но известны и случаи, когда мужчина должен был заплатить суммы до 124 тыс. золотых монет.[23]
- Экономия — золотые монеты в виде капитальных вложений используются для поддержания стоимости денег. Значительную часть капитала и сбережений иранцы хранят именно в таком виде. Учитывая важность монет как капитальных вложений, банки также превращают часть своих капиталов и ликвидности в монеты — как основу денежного и надежного капитала. С открытием плана сбережения золотых монет в банке Рефа, люди сдают туда монеты, которые являются их сберегательным капиталом, а те, кому нужны деньги, могут брать в банке кредит под залог этих сбережений. Таким образом, этот сберегательный капитал становится частью денежного оборота. Правительство надеется, что золотой счет Кард аль-Хасан, с одной стороны, поможет тем, кто сталкивается с проблемой ликвидности во время покупки подарков, и, с другой стороны, снизит обеспокоенность относительно хранения золотых монет.
- Инвестиции — золотые монеты рассматривается как малорисковый товар благодаря естественной ценности золота. Кроме того, они имеют гораздо большую ликвидность, чем другие активы (например, недвижимость), и могут быть проданы в любой момент. На иранском монетном рынке трейдеры имеют прибыль за счет колебания цен на золото на мировом рынке. Обычно средняя отдача от основной купли-продажи золотых монет составляет от 30 % до 50 % в год.[24]

## Покупка и продажа монет Бахар-е Азади
Покупка и продажа монет в Иране осуществляется оптом и в розницу. Объём торговли монетами Бахар-е Азади постоянно остается высоким, до такой степени, что в некоторые периоды пикового потребления и торговли (официальные и религиозные праздники), объём ликвидности этого товара даже выше некоторых из основных сырьевых товаров. Кроме традиционных для рынка способов торговли, профессиональные инвесторы, принимая участие в фьючерсных сделках на золотые монеты Хомейни на Иранской фондовой бирже, заключают фьючерсные контракты на покупку и продажу монет. Этот способ торговли на Иранской товарной бирже берет начало с января 2009 года и осуществляется лишь с монетами номиналом 1 Бахар-е Азади дизайна Хомейни. Преимущество фьючерсной торговли золотыми монетами заключается в том, что можно получить выгоду от финансового рычага. Если человек покупает определённое количество монет в обменном пункте или банке, то он сразу должен оплатить всю их стоимость, а при торговле фьючерсами, оплатив десятую часть стоимости, можно стать владельцем десяти монет. Время доставки монет в этом случае составляет два месяца. За это время клиент может полностью оплатить стоимость сделки и стать физическим владельцем монет, или же сам заключить контракт на продажу. Прозрачность цен на стандартные монеты и их поставок на товарной бирже является чрезвычайно важной особенностью этого рынка, что дает возможность всем участникам осознавать реальную цену, а с другой стороны нестандартные монеты постепенно изымаются с рынка.

### Способ расчета цены золотых монет
Ниже перечислены факторы, которые влияют на цену золотых монет в Иране:
- Мировая цена на золото (мировая цена за одну унцию (31,103 г) чистого золота;
- Курс доллара к риалу + базовая цена доллара на рынке;
- Стоимость чеканки монеты центральным банком (примерно эквивалентна 8000 туманам по оценкам 2007 года);
- Комиссия на поставку монет в банк (примерно эквивалентна 500 туманам по оценкам 2007 года);
- Налог на добавленную стоимость (этот налог учитывается в стоимости монет во время их доставки из банка к покупателю, а при заключении сделок в расчет не берется)
- Год чеканки монеты (начиная с 2007 года до сих пор на монетах отчеканен 2007 год, а выпущенные ранее стоят дешевле);
- Раздутая цена (разница между номинальной стоимостью монеты и её ценой на рынке), на которую влияют разница между спросом и предложением, а также психологические факторы. Например, если цена монет на основе вышеприведенных факторов составляет 550 тыс. туманов, но на рынке они стоят 605 тыс. туманов, то это означает, что цена раздута на 10 процентов, а если на рынке монеты стоят 539 тыс. туманов, то тогда цена наоборот сдутая на 2 процента.

Три из этих факторов,- мировая цена на золото, цена на доллар, и раздутая цена — вызывают колебания цены на монеты.
Увеличение спроса в некоторые периоды года приводит к росту цены на монеты Бахар-е Азади путем раздувания, например, в последние дни года. В это время возникает наибольший спрос на монеты номиналом «четверть», а на более позднем этапе, на номинал «половина», а монеты номиналом «один (новый дизайн)» меньше подлежат колебаниям спроса. В целом, и, игнорируя внутренние предложение и спрос, можно с помощью приведенных ниже формул рассчитать точную цену монеты Бахар-е Азади номиналом «один»:
{\displaystyle A={\frac {900\times P(g)}{999}}}
```
, 
```

{\displaystyle B=A\times P(USD/IRR)}
```
, 
```

{\displaystyle C={\frac {B}{31.103}}\times 8.13}
```
, 
```

{\displaystyle D=C\times 1.02}
Описание переменных и констант, приведенных выше формул:
- P(g) — стоимость золота за унцию в долларах;
- 900 — проба золота в монетах, предназначенных для внутреннего рынка;
- 999,9 — проба золота в монетах, предназначенных для внешнего рынка;
- P(USD/IRR) — курс доллара к риалу;
- 31,103 — вес унции золота в граммах;
- 8,13 — вес монеты Бахар-е Азади номиналом «один» в граммах;
- 1,02 — влияние роста цены на золото (от 2 до 5 процентов), которое попадает в страну.

### Влияние времени чеканки на стоимость монет

#### Разница в цене на монеты старого и нового дизайна
Кроме дизайна монет старого и нового образца, существует ещё одна важная разница между ними, которая заключается во времени их чеканки, потому что Центральный банк больше не чеканит монеты старого дизайна. Это приводит к росту цены на монеты старого дизайна относительно нового дизайна. Если же брать чистую цену золота, которое они содержат, то между ними нет ни малейшей разницы.

#### Разница в ценах между монетами нового дизайна
Монеты нового дизайна, хотя и имеют одинаковую форму, но различаются между собой в зависимости от года чеканки. Поскольку заявители больше хотят купить монеты нового выпуска, это увеличение спроса на них приводит к росту цены на новые монеты (более поздний год выпуска). По этой причине, продавцы различных монет рассматривают их, чтобы установить на них цену, и монеты более старого года стоят дешевле, чем нового. Конечно, некоторые продавцы монет устанавливают цену без оглядки на год и тогда они стоят одинаково, однако в момент покупки отчеканенный на монете год становится поводом для уменьшения цены. Например, когда индивид обращается в магазин, чтобы сдать свои монеты, то, если цена новой монеты в тот день составляет 190 тыс. туман, а дата чеканки его монеты на пять лет старше, он вынужден продать свою монету по цене на 10 тыс. туман дешевле.
При всём вышесказанном, по количеству золота, которое использовалось для производства этих монетا, никакой разницы между ними нет. С точки зрения Центрального банка, влияние разницы в годах чеканки монет на разницу в цене между ними никак не оправдано, и единственный фактор, который может влиять на цену монет, это колебание цен на золото на мировых рынках. Чтобы решить эту проблему, Центральный банк начиная с 2007 года и до сих пор (2013 год), на всех монетах указывает дату «2007 год». Таким образом, рынок постепенно лишился монет, чеканившихся до 2007 года и их цена равна лишь стоимости золота, которое в них содержится.

### Проблема фальшивых монет
Право чеканки золотых монет согласно постановлению Совета денег и кредита является исключительной прерогативой Центрального банка Ирана. Однако, некоторые дельцы предлагают поддельные или так называемые «небанковские» монеты. Как пример, некоторые участники рынка заявляют, что существуют «банковские» монеты Бахар-е Азади номиналом «четверть», которые стоят 36 тыс. туман, и «небанковские», ценой 12 тыс. туман, в которых проба золота гораздо меньше, или же ложная. Даже если частное лицо отчеканило монету, придерживаясь всех её характеристик, оно совершило нарушение и с точки зрения правовой администрации Центрального банка подлежит наказанию.
Проблема чеканки и распространения поддельных монет не является новой и спекулянты в этой области действовали годами, имея таким образом огромные прибыли. Чеканка поддельных золотых монет не является таким уж трудным делом. Все, кто хоть немного знаком с рынком золота и различных сплавов из драгоценных металлов, заказав изготовление устройства для чеканки монет, могут использовать любой металл для чеканки таких же по размеру монет, как и распространённые на рынке золотые монеты, а затем с помощью гальванотехники наносить на них золотое покрытие и выходить на рынок.

## Наиболее важные центры поставок монет в Иране
- Банк Каргошаи для регулирования и контроля цены на монеты в течение недели осуществляет аукционы. Этот банк получает монеты напрямую из казначейства Центрального банка. Эти монеты в присутствии представителей Центрального банка заворачиваются в пакеты по 100, 200 и 500 штук и поступают в продажу.[42] Сессии торгов начинаются с того, что аукционист объявляет базовую ставку Центрального банка и поощряет людей соревноваться за покупку ста монет Бахар-е Азади номиналом «один». Наконец этот аукцион выигрывает лицо, которое предлагает наибольшую сумму. Потом на аукцион выставляют монеты номиналами «половина», «четверть» и «два с половиной», и он длится с перерывами, пока монеты не перестают покупать.[43] Сессии аукциона обычно происходят в субботу, понедельник и среду каждой недели, но при увеличении спроса (как в канун Новруза, так и во время его празднования) происходят каждый день. Участие в аукционах бесплатное, не существует ограничений на покупку монет.[44]
- Стамбульский перекрёсток и Сабземейдан считаются центрами розничной торговли монетами в Тегеране. Чтобы гарантировать подлинность монет, нужно покупать их в специальных обменных пунктах, которые имеют лицензию. Кроме того, монеты должны быть опломбированы (упакованы в специальную вакуумную карту). На этой пломбе, кроме имени и адреса продавца, должны быть такие фразы, как «банковская гарантия» или «лицензия Союза».[45]